# الروضة (الزلفي)
يقع مركز الروضة في الجزء الجنوب الغربي لمحافظة الزلفي وهو أهم وأكبر مراكز المحافظة ومن أهم المراكز الواقعة على ضفاف مصب سمنان بين سمنان والنفود. تعد الروضة من أهم الواحات الزراعية القديمة في الزلفي وهي واحة استيطانية قديمة يوجد فيها مركز إمارة ومدارس ومرافق حكومية.
تتميز بأرضها الزراعية، وتبعد عن مدينة الزلفي مسافة 2.5 كم تقريباً. يتبعها مركزالروضة والحيطان وبقيع الطراقى والبقيع الغربي والعقلة والطرغشة ومغيرى والصبخة وحي الازدهار،.